# 博布里克 (科留科夫卡區)
51°54′59″N 32°43′45″E / 51.91639°N 32.72917°E
博布里克（烏克蘭語：Бобрик），是烏克蘭北部的村莊，隸屬切爾尼希夫州的科留基夫卡區。該村面積0.82平方公里，海拔高度173米，2001年人口169，人口密度每平方公里206.35人。